# Varian Fry
Varian Mackey Fry (Nova York, 15 d'octubre de 1907 – 13 de setembre de 1967) va ser un periodista estatunidenc. Fry va dirigir una xarxa de rescat a França durant el Govern de Vichy que va ajudar entre 2.000 i 4.000 refugiats antifeixistes i jueus a escapar del Tercer Reich i l'Holocaust. Va ser el primer dels cinc estatunidencs a ser reconegut com a Justos entre les Nacions, una distinció atorgada per l'estat d'Israel a les persones no jueves que van arriscar la vida per a salvar jueus durant l'Holocaust.

## Biografia
Varian Fry va néixer a la ciutat de Nova York. Els seus pares van ser Lillian Mackey i Arthur Fry, que treballava de gerent de la firma de Wall Street Carlysle and Mellick. La família es va traslladar a Ridgewood el 1910 on va créixer gaudint de l'observació d'ocells i la lectura. Durant la Primera Guerra Mundial, Fry i els seus amics van organitzar un basar de recaptació de fons per a la Creu Roja Americana que incloïa un espectacle de vodevil, una parada de gelats i un estany de peixos.
Estudiant brillant i multilingüe, Fry va accedir a la Universitat Harvard i va fundar Hound & Horn, una revista trimestral literària amb Lincoln Kirstein. A través de la germana de Kirstein, Mina, va conèixer la seva futura esposa, Eileen Avery Hughes, editora d'Atlantic Monthly. Es van casar el 2 de juny de 1931.
Mentre treballava com a corresponsal a l'estranger per a la revista The Living Age, Fry va visitar Berlín el 1935 i va presenciar personalment els abusos del rim nazi contra la comunitat jueva en més d'una ocasió que «el van convertir en un fervent antinazi». El 1945 va afirmar que «no podia romandre inactiu mentre tingués la possibilitat de salvar algunes de les víctimes previstes».
Després de la seva visita a Berlín, Fry va escriure al New York Times sobre el tracte salvatge als jueus del règim de Hitler, i va escriure llibres sobre política exterior on descriu el clima polític tens després de la Primera Guerra Mundial, la ruptura de la Primera República de Txecoslovàquia i els esdeveniments que van conduir a la Segona Guerra Mundial.
Poc després de la ràpida ocupació de França el juny de 1940 per part dels alemanys, Fry i els seus col·legues van formar l'Emergency Rescue Committee (ERC), amb el suport de la primera dama Eleanor Roosevelt i altres. L'agost de 1940, Fry es trobava a Marsella representant l'ERC en un esforç per ajudar les persones que volien fugir dels nazisme i eludir els processos de les autoritats franceses que no emetien visats de sortida. Fry disposava de 3.000 dòlars i una breu llista de refugiats sota amenaça imminent d'arrest per part d'agents de la Gestapo, la majoria jueus. Fins a la seva porta van arribar escriptors, artistes avantguardistes, músics i altres professionals que buscaven desesperadament qualsevol oportunitat d'exiliar-se.
A partir de l'any 1940, a Marsella, malgrat l'atenta vigilància del règim col·laboracionista de Vichy, Fry i un petit grup de voluntaris van amagar persones a la Villa Air-Bel de manera clandestina. Més de 2.200 persones van ser traslladades a la frontera amb Espanya i després fins al Portugal neutral des d'on emigrar cap als Estats Units d'Amèrica (EUA).
Fry va ajudar també altres exiliats a fugir en vaixell des de Marsella cap a la colònia francesa de Martinica, de la qual podien viatjar als EUA. Amb Fry treballava un jove economista de nom Albert O. Hirschman.
Fry es va veure obligat a abandonar França el setembre de 1941, després que els funcionaris tant del govern de Vichy com del Departament d'Estat dels EUA s'assabentessin de les seves activitats encobertes. L'any 1942 va fundar-se l'International Rescue Committee. Fry va ser crític amb les polítiques migratòries dels EUA. En un número de desembre de 1942 de The New Republic va escriure un article mordaç titulat «The Massacre of Jews in Europe».

## Obra publicada
- "A Bibliography of the Writings of Thomas Stearns Eliot". Hound & Horn, 1928.
- Assignment Rescue: An Autobiography. Madison, Wisconsin: Demco, 1992. ISBN 978-0-439-14541-1.
- Bricks Without Mortar: The Story of International Cooperation. New York: Foreign Policy Association, 1938. LCCN 39002481-{{{3}}}.
- Headline Books. New York: Foreign Policy Association, 1938.
- Surrender on Demand. New York: Random House, 1945. LCCN 45003492-{{{3}}} OCLC 1315136
- The Peace that Failed: How Europe Sowed the Seeds of War. New York: Foreign Policy Association, 1939. LCCN 40003702-{{{3}}}
- To Whom it May Concern. 1947.
- War in China: America's Role in the Far East. New York: Foreign Policy Association, 1938. LCCN 38027205-{{{3}}}